# Étang Mouton
Pour les articles homonymes, voir Mouton (homonymie).
 (août 2021).
L'étang Mouton est un étang français à Migné, dans l'Indre. Il est protégé au sein du parc naturel régional de la Brenne et dans le cadre d'une ZNIEFF.
Sa profondeur moyenne est de 1,2 m. Étang communal,  il est ouvert à la pêche à la ligne. 